# Magnet

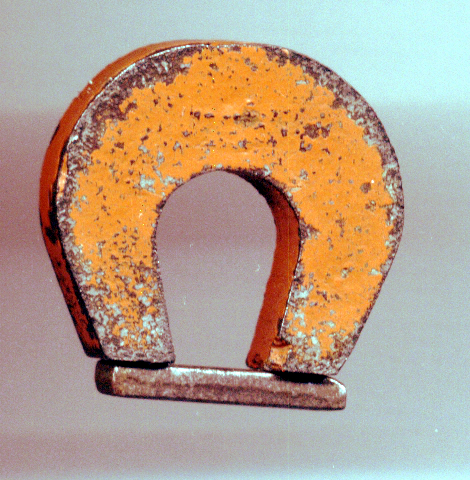
Magnet în formă de U atrăgând o plăcuță metalică.

Magnetul este un material sau un obiect care produce câmp magnetic. Acesta îi conferă proprietăți particulare cum ar fi exercitarea unei forțe de atracție asupra unui material feromagnetic.
Grecii au descoperit, în antichitate, aproape de orașul Magnezia din Asia Mică, o piatră care are proprietatea de a atrage bucățile de fier. Această rocă este formată dintr-un minereu numit magnetit.  
Magneții pot fi de două categorii: magneți naturali (de exemplu orice bucată de magnetit este un magnet natural) și magneți artificiali (obținuți, de exemplu, prin frecarea unor bucăți de fier cu un magnet natural).

## Baze teoretice

### Câmpul magnetic

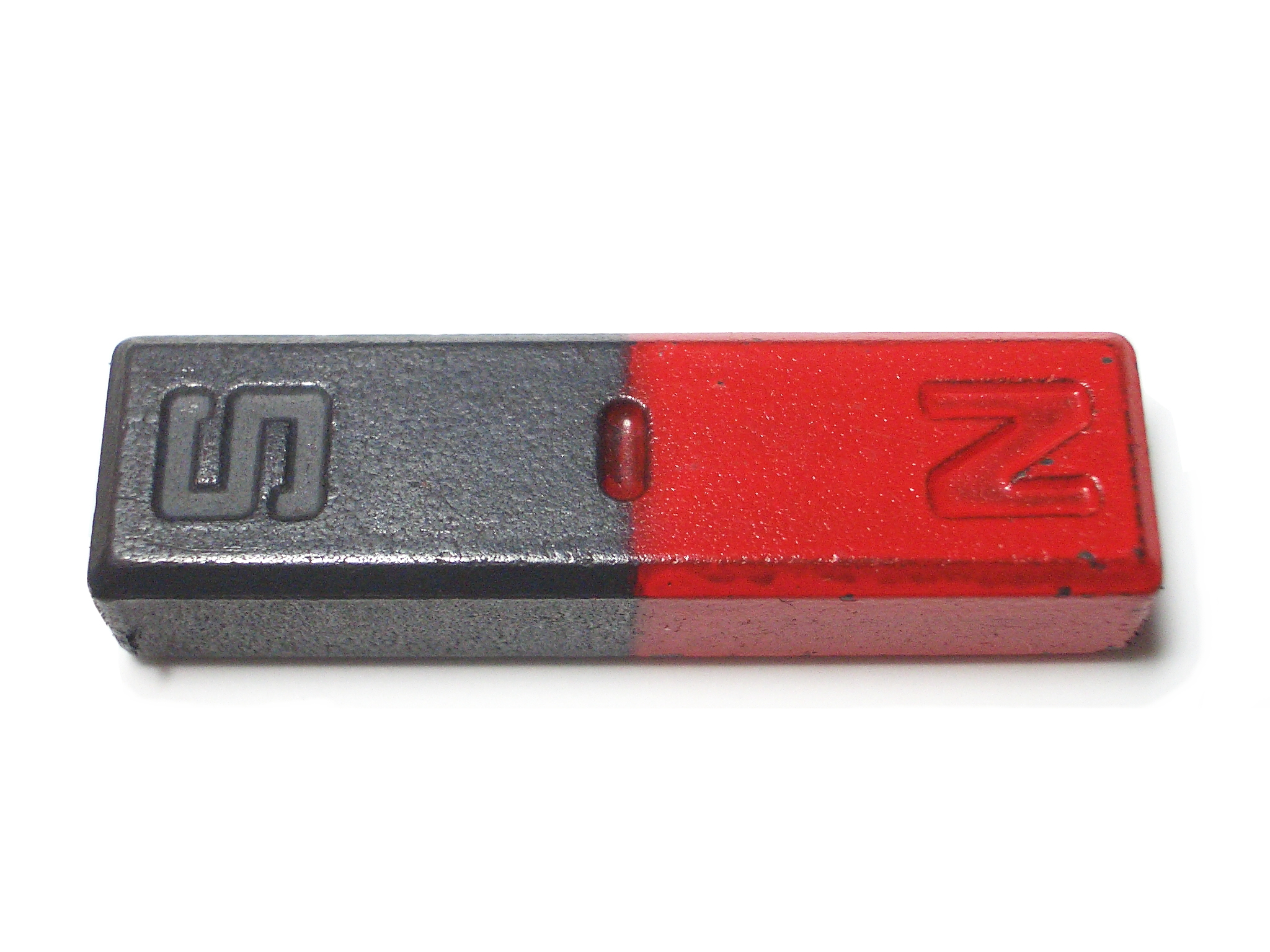
Bară magnetică

Câmpul magnetic este o mărime vectorială {\displaystyle \scriptstyle \mathbf {B} } (deci oricărui punct asociază un vector {\displaystyle \scriptstyle {\vec {B}}}) a cărui valoare are unitatea de măsură Tesla. Orientarea (direcția și sensul) poate fi determinată cu ajutorul acului magnetic.

### Momentul magnetic
Momentul magnetic este un vector, notat {\displaystyle \scriptstyle {\vec {\mu }}}, care caracterizează câmpul magnetic. Pentru un magnet în formă de bară, {\displaystyle \scriptstyle {\vec {\mu }}} este îndreptat, pentru orice punct al spațiului din jurul magnetului, de la polul Sud către polul Nord, iar valoarea (magnitudinea) sa crește cu distanța dintre poli.

### Magnetizarea
Magnetizarea este un vector  {\displaystyle \scriptstyle {\vec {M}}} al cărui modul este momentul magnetic pe unitatea de volum din punctul considerat. Un magnet de calitate în formă de bară poate avea un moment magnetic de magnitudine {\displaystyle \scriptstyle 0{,}1A\cdot m^{2}} și un volum de {\displaystyle \scriptstyle 1cm^{3}=0{,}000001m^{3}\,} , deci o magnetizare medie de {\displaystyle \scriptstyle 100{,}000{\frac {A}{m}}}.
Fierul poate avea o magnetizare de circa un milion A/m.

### Forța dintre poli
Între polii magnetului se exercită o forță de atracție având modulul
{\displaystyle F={\frac {\mu {q_{m1}}{q_{m2}}}{4\pi r^{2}}}}

unde:
{\displaystyle \scriptstyle \mathbf {F} } este forța (măsurată în newtoni)
{\displaystyle \scriptstyle q_{m1}\,} și {\displaystyle \scriptstyle q_{m2}\,} sunt intensitățile celor doi poli (amper{\displaystyle \cdot }metru)
{\displaystyle \scriptstyle \mu \,} este permeabilitatea mediului (măsurată în tesla{\displaystyle \cdot }metru per amper)
{\displaystyle \scriptstyle r\,} este distanța dintre poli (metri).

## Tipuri de magnetism
- Paramagnetism
- Diamagnetism
- Feromagnetism

## Metale magnetice
- Fier
- Nichel
- Cobalt
- Magnetit

## Electromagneți
Electromagneții sunt obținuți prin înfășurarea unui fir metalic ( cupru sau fier de exemplu ) pe o bară feroasă. Capetele arcului creat se vor lega de polii unei baterii puternice.
Sistemul bobină cu miez de fier parcurs de curent electric se numește electromagnet.

## Utilizare
Magneții se găsesc în componenta unor echipamente electrice și electronice atât industriale cât și de larg consum.
Magneții sunt folosiți pentru:
- fabricarea echipamentelor de orientare, busole, echipamente de navigație aviatică, maritimă si spațială
- fabricarea releelor și senzorilor magnetici
- păstrarea notițelor pe frigider;
- fixarea de etichete, închiderea ferma a ușilor de dulap;
- închiderea poșetelor, genților si a lănțișoarelor;
- legătura intre jucării;
- construirea de puzzle-uri magnetice;
- suport pentru chei in bucătărie;
- atașarea cutiilor metalice de condimente in frigider;
- organizarea sculelor într-un garaj prin fixarea lor pe perete pentru a fi ușor accesibile;
- fixarea decorațiunilor exterioare;
- ei sunt folosiți de asemenea ca și componentă pasivă în construcția motoarelor electrice de la cele mai mici până la cele mai mari;
- construcția difuzoarelor, căștilor și microfoanelor
- reglarea sistemelor de lentile din camerele foto sau unitățile optice
- alimentarea cu toner în cartușele din imprimantele laser